# Diocesi di Cova
La diocesi di Cova (in latino: Dioecesis Coviensis) è una sede soppressa e sede titolare della Chiesa cattolica.

## Storia
Cova, identificabile con Ziama Mansouriah nell'odierna Algeria, è un'antica sede episcopale della provincia romana della Mauritania Sitifense.
Unico vescovo conosciuto di questa diocesi africana è Massimo, il cui nome appare al 3º posto nella lista dei vescovi della Mauritania Sitifense convocati a Cartagine dal re vandalo Unerico nel 484; Massimo, come tutti gli altri vescovi cattolici africani, fu condannato all'esilio.
Dal 1933 Cova è annoverata tra le sedi vescovili titolari della Chiesa cattolica; dal 29 aprile 2016 il vescovo titolare è Neil Edward Tiedemann, C.P., già vescovo ausiliare di Brooklyn.
La sede titolare è stata istituita con il titolo di Chobiensis, modificato in quello attuale di Coviensis nel 1990.

## Cronotassi

### Vescovi residenti
- Massimo † (menzionato nel 484)

### Vescovi titolari
- Joseph Ansgarius Julien, M.Afr. † (10 dicembre 1934 - 5 marzo 1961 deceduto)
- Theodorus Hubertus Moors, M.S.C. † (13 aprile 1967 - 26 giugno 1969 nominato vescovo di Manado)
- Emmanuel Otteh † (11 giugno 1990 - 8 novembre 1996 nominato vescovo di Issele-Uku)
- José Luis Chávez Botello (21 febbraio 1997 - 16 luglio 2001 nominato vescovo di Tuxtla Gutiérrez)
- Joe Steve Vásquez (30 novembre 2001 - 26 gennaio 2010 nominato vescovo di Austin)
- John Douglas Deshotel (11 marzo 2010 - 17 febbraio 2016 nominato vescovo di Lafayette)
- Neil Edward Tiedemann, C.P., dal 29 aprile 2016